# غلاف موجه

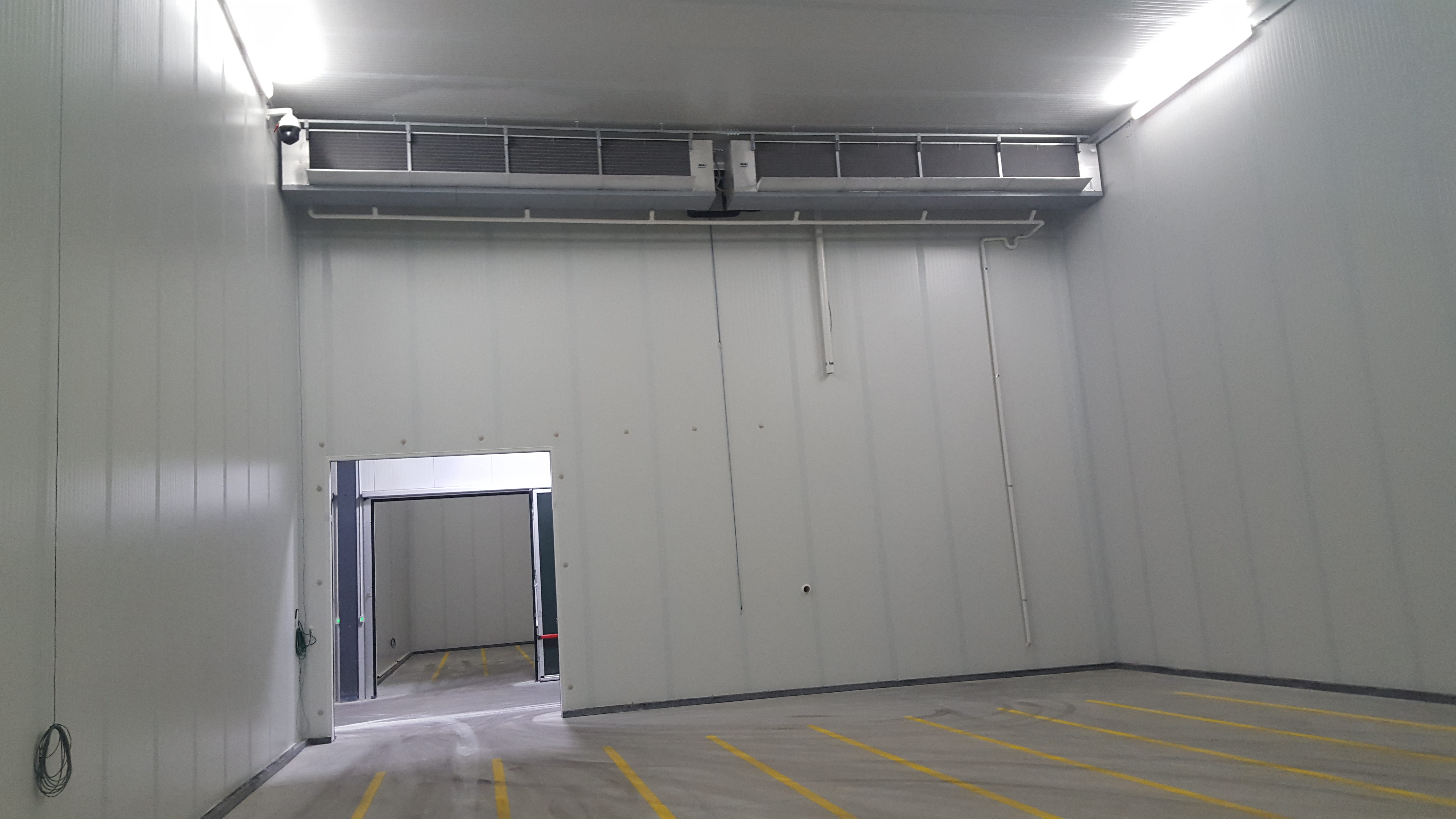

الغلاف الموجه هي طريقة تخزين زراعية. وهو الغلاف الجوي الذي تنظم فيه معدلات الأكسجين وثاني أكسيد الكربون والنيتروجين فضلاً عن درجة الحرارة والرطوبة.
ويمكن تخزين نوعين رئيسين من البضائع في الغلاف الموجه:
1. البضائع الجافة، مثل الحبوب والبقول والبذور الزيتية. والهدف الأساسي من تخزين هذه البضائع هو الحفاظ عليها من الآفات الحشرية. ولا يمكن أن تعيش أغلب الحشرات لفترة غير محدودة دون الأكسجين أو في أماكن زيادة نسبة ثاني أكسيد الكربون (لأكثر من 30 % تقريبًا). ويعد استخدام الغلاف الموجه في العلاج من الطرق البطيئة نوعًا ما حيث تحتاج إلى أن تبقى البضائع في درجة حرارة منخفضة (أقل من 15 درجة مئوية) لعدة أسابيع. والجدول النموذجي لتطهير الحبوب الجافة تمامًا من الحشرات (< 13% محتوى رطوبة) باستخدام ثاني أكسيد الكربون في درجة حرارة 25 درجة مئوية، هو ألا يقل تركيز ثاني أكسيد الكربون عن 35 % (في الهواء) لمدة لا تقل عن 15 يومًا.[1] وهذه الأجواء يمكن توفيرها عن طريق: 
  - إضافة غازات نقية من ثاني أكسيد الكربون أو النيتروجين أو العادم القليل الأكسجين الناتج عن الاحتراق الهيدروكربوني أو
  - استخدام الآثار الطبيعية للتنفس (الحب أو العفن أو الحشرات) في تقليل الأكسجين وزيادة التخزين الكتيم لثاني أكسيد الكربون.[2]
2. الفواكه الطازجة، في الغالب التفاح والكمثرى، حيث تجتمع الظروف المناخية المتغيرة ودرجة الحرارة المنخفضة فيمكن تخزينها لفترات طويلة دون فقد يذكر في الجودة.

## وصلات خارجية
http://www.fruitcontrol.it/en/ Controlled Atmosphere Technology Company